# Afroperlodes lecerfi
Afroperlodes lecerfi is een steenvlieg uit de familie Perlodidae. De wetenschappelijke naam van de soort is voor het eerst geldig gepubliceerd in 1929 door Navás.